# Sharan Dhaliwal
Sharan Dhaliwal és una escriptora que va fundar, desenvolupar i ara dirigeix la revista sud-asiàtica del Regne Unit Burn Roti, que és una plataforma per joves creatius per exhibir el seu talent, trobar espais segurs i destigmatitzar temes al voltant de la sexualitat i la salut mental, entre d'altres. Ajudada pel crowdfunding, va publicar el seu primer número imprès l'abril del 2016 i publica des de llavors una versió en línia. Els seus interessos particulars s'enfoquen en discutir les representacions de la dona jove, la dona sud-asiàtica i la "queer".
És la directora de Middlesex Pride i creadora d'Oh Queer Cupid, un programa de cites ràpides queer.
És escriptora, amb articles a The Guardian, Broadly i i-D, on parla principalment d'identitat cultural i sexual.
El 2019, Nandi va ser inclosa entre les 100 dones de la BBC, una llista de 100 dones inspiradores i influents.